# Braula schmitzi
Braula schmitzi is een vliegensoort uit de familie van de bijenluizen (Braulidae). De wetenschappelijke naam van de soort is voor het eerst geldig gepubliceerd in 1939 door Orosi Pal.